# Ciguatera
La ciguatera es una forma común de intoxicación alimentaria por ingesta de peces que se alimentan o habitan en los arrecifes coralinos y es endémica de los trópicos y subtrópicos debido al consumo de peces ciguatos.

## Características
La enfermedad es causada por toxinas producidas por ciertos dinoflagelados que viven en detritus y en las macroalgas asociadas a sistemas de arrecifes. Las toxinas responsables de la ciguatera son: ciguatoxina-1, maitotoxina, escaritoxina, palitoxina, el ácido okadaico, y posiblemente otras. 
| Toxina: | Palitoxina | Ciguatoxina | Maitotoxina |

Éstas se acumulan en la cadena alimentaria marina y hacen más tóxicos a los peces más grandes. Se ignora por qué el pez no se ve afectado por las toxinas y sí algunos animales, que incluyen varios mamíferos, aves, reptiles, anfibios, insectos y hasta ciertos peces. 
Se reporta más toxicidad de estas toxinas en algunas islas tropicales, donde es mayor la fuerza de las olas al dañar a los arrecifes en los que se encuentran macroalgas; las tormentas o ciclones tropicales con lluvias abundantes, terremotos y olas gigantescas, preceden a los brotes de ciguatera; los arrecifes ciguatos pueden luego permanecer tóxicos durante muchos años. 
Los vectores actuales para la enfermedad son los peces semipelágicos y los que habitan en los arrecifes coralinos; entre ellos se encuentran la aguja, pez vela, barracuda, dorado, peto, coronado, cubera, mero; aquí intervienen sus hábitos de alimentación, donde se involucran los herbívoros que consumen los  dinoflagelados, así como los que forman parte de la cadena alimentaría (piscívoro). 
Aunque es endémica de los trópicos y subtrópicos, actualmente la ciguatera se reporta también en áreas no tropicales. 
Es difícil predecir la prevalencia, debido al poco registro y estadísticas  para obtener una continuidad de datos confiables, aunque es frecuente en presentarse en países del Mar Caribe como Cuba, República Dominicana, Venezuela, Panamá, Trinidad y Tobago, y otras regiones de la zona como Puerto Rico, las Antillas Menores o la costa sur de los EE. UU., así como algunos países con costas o mares indo pacíficos (Hawái). Las poblaciones más afectadas son los turistas y los que practican la pesquería en estas zonas reportadas. 
La ciguatera es una intoxicación alimentaria de la que se reportan unos 50.000 casos al año, pero hay que tener en cuenta que es un trastorno sub-denunciado y algunas veces sub-diagnosticado. La mortalidad ronda el 5% del total reportado, y se la adjudican al paro respiratorio.[cita requerida]

## Historia
Se la conoce vagamente desde 1606 en el Pacífico Sur. El primer relato detallado del cuadro clínico fue en 1774 en Nueva Caledonia, por el capitán inglés James Cook. La zona de riesgo se encuentra desde los 35° norte hasta los 35° sur, en especial en las islas del Pacífico Sur, Indias Occidentales y el Mar Caribe.

## Mecanismo
Hay microorganismos que sintetizan la toxina y colonizan el coral, principalmente Gambierdiscus toxicus. Allí, peces herbívoros los ingieren y concentran las ciguatoxinas. Los peces piscívoros  se convierten en tóxicos al consumir dichos peces y sus toxinas. En consecuencia, la concentración de las toxinas aumenta proporcionalmente con la ubicación de la especie en la cadena alimentaria. El hígado, cerebro y gónadas de los peces son las más afectadas.
Estas toxinas no afectan a los peces, por lo que es imposible determinar con un simple examen cuál es un pez de riesgo. Por el referido mecanismo de concentración los ejemplares de más de 2 kg presentan mayor riesgo. La barracuda es una de las variedades según las estadísticas más preocupante y la morena sería la que da cuadros más graves.
La ciguatoxina es estable al calor, a la cocción y a la congelación. Tampoco tiene color, olor o sabor.
Después de la ingesta y hasta las 12/24 horas aparece el cuadro clínico de la intoxicación con esta secuencia: manifestaciones gastrointestinales (dolor abdominal, diarrea, náuseas, vómitos), neurológicas (calambres, hormigueos, dolores musculares, intensa fatiga, trastornos del equilibrio, sensación de sabor metálico) y cardiovasculares (bradi o taquicardia e hipotensión arterial). Estos son síntomas comunes a muchos trastornos, pero hay dos síntomas cardinales. Uno es la inversión de la sensación térmica: sensación de calor / quemadura al tocar objetos fríos y sensación de frío al tocar objetos calientes. El otro es el hormigueo peribucal: labios y lengua.
Otro dato peculiar es el de su reagudización. Los que la hayan padecido pueden experimentar un cuadro similar mucho tiempo después al ingerir carne de pescado, alcohol y hasta nuez.
Esta intoxicación afecta especialmente a una franja de la población de mucha pobreza, que se alimenta de lo que pesca, y en ese entorno han crecido muchos mitos, todos ellos muy peligrosos. Dicen que si a la carne de pescado se le frota una moneda y esta brilla tiene ciguatera. La devaluación de los navegantes hizo que al principio se creyera en las monedas de oro, luego en la plata y ahora parece que cualquier aleación funciona. Se dice que sólo se produce (en el hemisferio norte) en los meses que no tienen la letra "r". Lo que sí es cierto es que cuando aumenta la temperatura del agua aumenta el riesgo, pero de ahí a apostar la salud a una sola letra hay mucha distancia.
Otro de los mitos es que si la cocción se hace con leche no hay riesgo. Uno de los mitos peligrosos es el que dice que, si se le agrega mucho limón o vinagre, la toxina se inactiva. La realidad es bien distinta: los ácidos aumentan la absorción y la gravedad del cuadro. Otros mitos: las moscas, los pájaros y los gatos no comen el pescado contaminado. En la actualidad se dispone de un reactivo para testar la carne del pez antes de consumirla.
La globalización ha hecho que también haya ciguatera "importada": se trata de turistas que en el último día de su travesía ingieren pescados contaminados, toman el transporte y el cuadro florece en latitudes donde apenas se la conoce. Algunos países directamente prohíben la importación de pescados de riesgo.
La ciguatera no se debe confundir con la marea roja, que no necesita un substrato coralino y que afecta a los moluscos bivalvos y crustáceos, ni con otras las intoxicaciones por tetrodotoxina, que aparece en peces tetraodontiformes como los peces globo, el Fugu y algunos peces erizo.

## Fisiopatología
Cada toxina tiene un mecanismo fisiopatológico diferente y complejo pero, en sentido general, todas inducen la despolarización de la membrana en los nervios al abrir los canales del sodio. 
Cuadro clínico. Se han reportado más de 175 síntomas, que se agrupan en tres categorías fundamentales: gastrointestinales, neurológicos y cardiovasculares. La duración, severidad y orden de ocurrencia varían considerablemente en cada paciente según la cantidad y porción de pescado ciguato ingerido (cefálico-caudal). La enfermedad comienza a veces antes de que finalice la comida, pero por lo general se inicia dentro de las primeras 12 horas. 
- Síntomas gastrointestinales. Náuseas, vómitos, diarreas y dolor abdominal.
- Síntomas neurológicos. Disestesias; parestesias, que son típicas en la región perioral, lengua y partes distales de las extremidades, sobre todo en las palmas de las manos y las plantas de los pies. La disestesia habitual es la sensación de quemazón en las extremidades o boca cuando se toma una bebida fría.
- Se ha descrito también ataxia, prurito, disminución de la fuerza muscular en los miembros inferiores y sensación de pérdida de los dientes.
- Síntomas cardiovasculares. Hipotensión arterial, bradicardia, bloqueo A-V, shock.

La mortalidad es escasa (0,1%) y siempre ocurre por fallo respiratorio.[cita requerida] Las manifestaciones neurológicas se prolongan semanas o meses y se presentan remisiones y reagudizaciones, a veces cuando se ingieren mariscos o bebidas alcohólicas, nueces y semillas. Se han reportado recaídas tras la ingestión de carne de pollo, huevo y pescado enlatado. 
Entre otros síntomas se incluyen: exacerbación del acné, hipo, sialorrea, fotofobia, sabor metálico en la boca, oftalmoplejía, agitación, delirio, parálisis de los músculos faciales, espasticidad muscular, 
hiporreflexia, lesiones cutáneas, ceguera temporal, caída del pelo y uñas y descamación de la piel.

## Tratamiento
Se puede utilizar el carbón activado (1 g/kg de peso), el que absorbe las toxinas que aún se mantienen en los tractos digestivos. 
El Manitol EV es el tratamiento de opción, pues mejora mucho los síntomas; para ello se aconseja primeramente rehidratar al paciente de las pérdidas sufridas por las diarreas y vómitos con lactato de Ringer (Solución láctica de Ringer) o suero salino, según el grado de deshidratación. La dosis de Manitol al 20% es de 1 g/kg, en 1 h, por día.
Se ha utilizado el gluconato de calcio al 10%, EV, administrado c/8 h durante la fase aguda y posteriormente por vía oral en el tratamiento ambulatorio, pues en el caso de la ciguatoxina se piensa que inhibe la absorción de calcio mediante membranas excitables y este aporte pudiera mejorar la sintomatología.
El resto del tratamiento es sintomático; para los síntomas crónicos, que a veces duran semanas o meses, se ha recomendado la amitriptilina, 25 mg 2 veces al día. 
No hay información bibliográfica acerca de la administración de esteroides, opiáceos o barbitúricos.